# عمارة موصلية

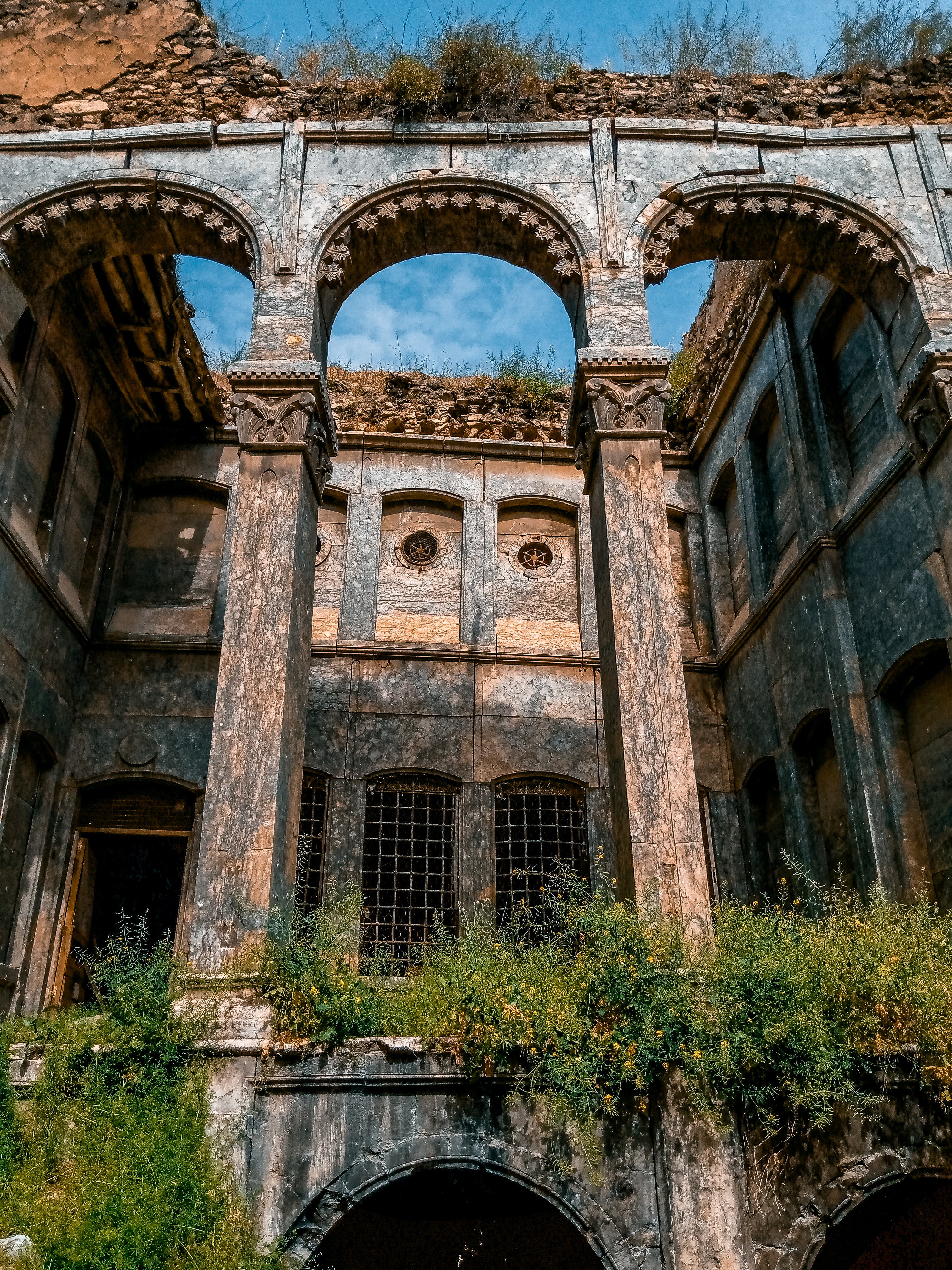
أحد البيوت التراثية في الموصل

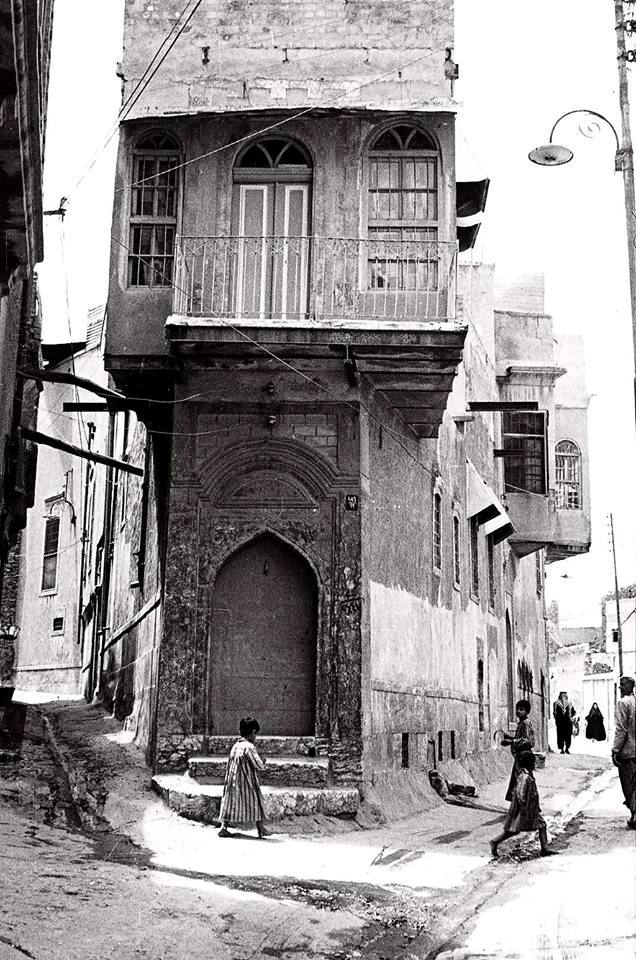
بيت خضر افندي في الموصل، قرب قهوة السويدية

العِمارة الموصلية تميّزت العِمارة في الموصل عن مِثيلاتها في العراق بِخصائص منحتها لونًا خاصًا ويظهر الإبداع في البناء في الموصل القديمة في الجوامع والكنائس والسرايا والبيوت على الرَغم من بَساطة المواد المُستعملّة في البناء آنذاك ويبدو واضِحًا إبداع البناءين والنقاشين والخزافين في إظهار جمالية لِلبِناء.

## البيت الموصلي
بُني البيت الموصلي القديم على عوامل عديدة أخذت بِالحسبان مِنها مناخية واجتماعية واقتصادية أيضًا فَجُدران البيوت القديمة تكون مبنيةً من الحجر والجص والنورة (الإسمنت المُسلح حديثاً) وتزين واجهاتها بالمرمر الأزرق (الفرش) لمنع تآكلها ولبرودتها في موسم الصيف أما السقوف فكانت مقوسة (المقببة) لِلغرف لعدة أغراض، فهي تُخفف الحرارة المتسربة داخل المباني بسبب الفراغات الداخلية الكبيرة، وتسمح لِلهواء بحرية الحركة ضمن الفراغ الكبير لِلمباني مما يلطف الجو الحار في فصل الصيف وكانت تُبنى من الجرار الفارغة لِتخفيف وزن السقف ولِتأمين العزل الحراري ومن الملاحظات المُهمة على الأبنية الموصلية القديمة خُلوها من الشبابيك المطلة على الطرق والشوارع لِمنع النظر إلى داخل البيت.

## تخطيط البيت الموصلي
تختلف البيوت الموصلية باختلاف الحالة المادية لساكنيها فَتتفاوت من حيثُ المساحة والبناء فتتفاوت بيوت أصحاب الدخل المحدود والأسياد والباشاوات والبكات والأُسر الغنية والمتصرفين ولكنها تشترك بِأقسام البيت حيثُ يقسم البيت الموصلي إلى عدة أجزاء:

### الحوش
وهو الفناء أو الباحة التي تُحيط بِه بقية أجزاء البيت من منافذ على الفناء (الحوش) أو غُرف في بداية الدخول إلى البيت وهو فناء البيت ويكون غير مُسقف ويتوسطه حديقة صغيرة تُسمى البستان ولا تتسع هذه البستان أكثر من شجرة أو شجرتين أن تكون شجرة عنب أو شجرة زيتون لتلطيف الجو وتحت الحوش يكون السرداب.

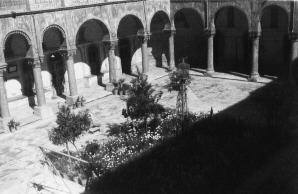
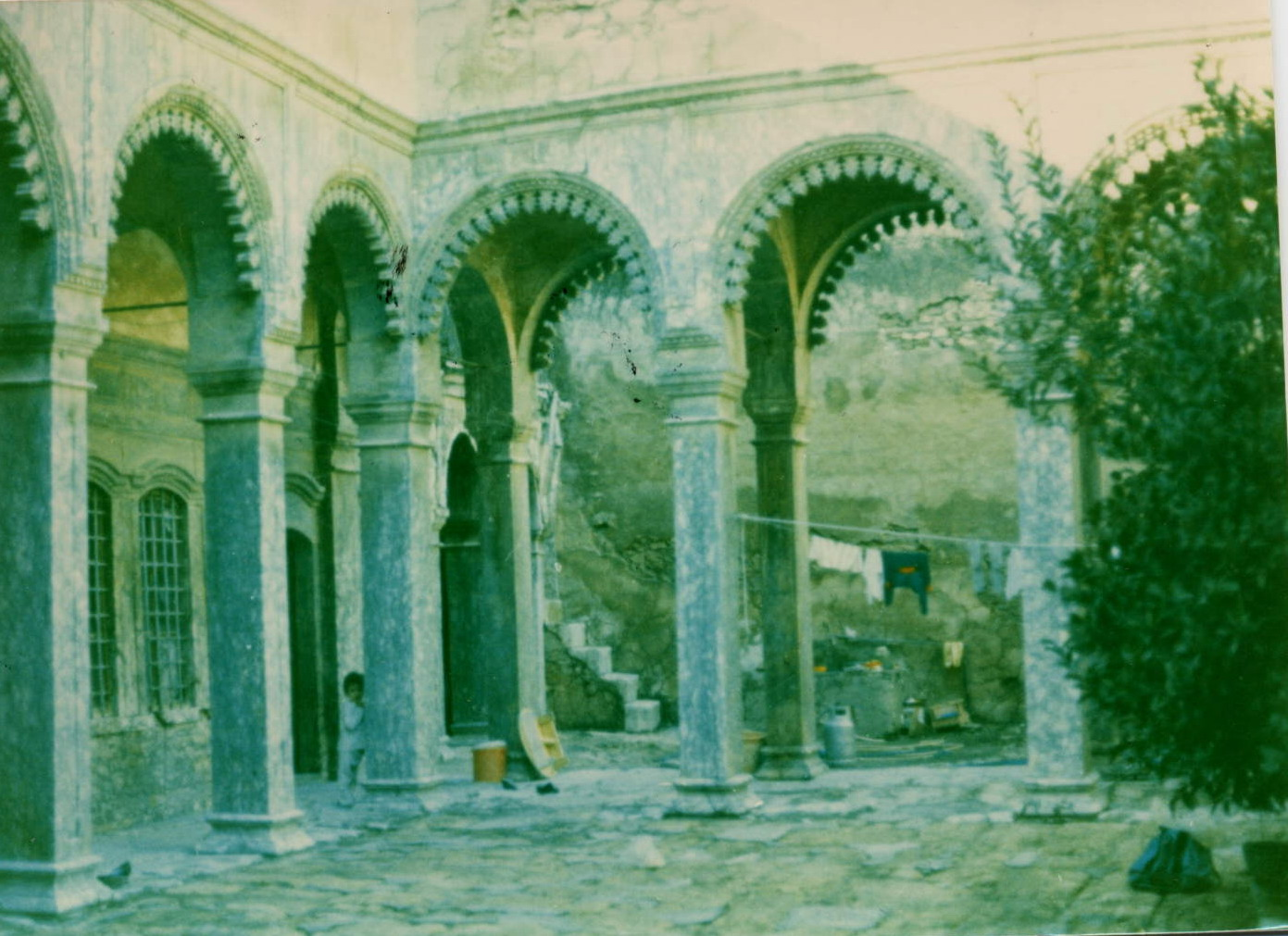
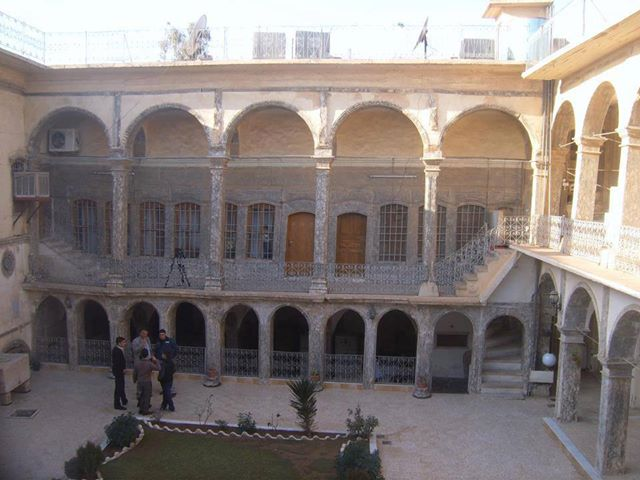

### الإيوان
هو فراغ كبير بين غرفتين ويكون مفتوحاً على الحوش وعلى شكل تجويف ويكون ارتفاع سقفه أكثر من ستة أمتار ويُستخدم للجلوس ومكان للتجمع وهو من لوازم الدار في الموصل ويكون مُبطن بالمرمر تُشرف عليه الأبواب والشبابيك العائدة للغرف المقامة، وللإيوان دور مهم في البيت الموصلي إذ يوضع فيه ديوان من الخشب ويكون فيه الجلوس فيه بداية الربيع والصيف أما أرضيته تكون عادة من الجص أو السمنت وتطورت فيما بعد أخذت تصف الإيواوين بالكاشي المزخرف.

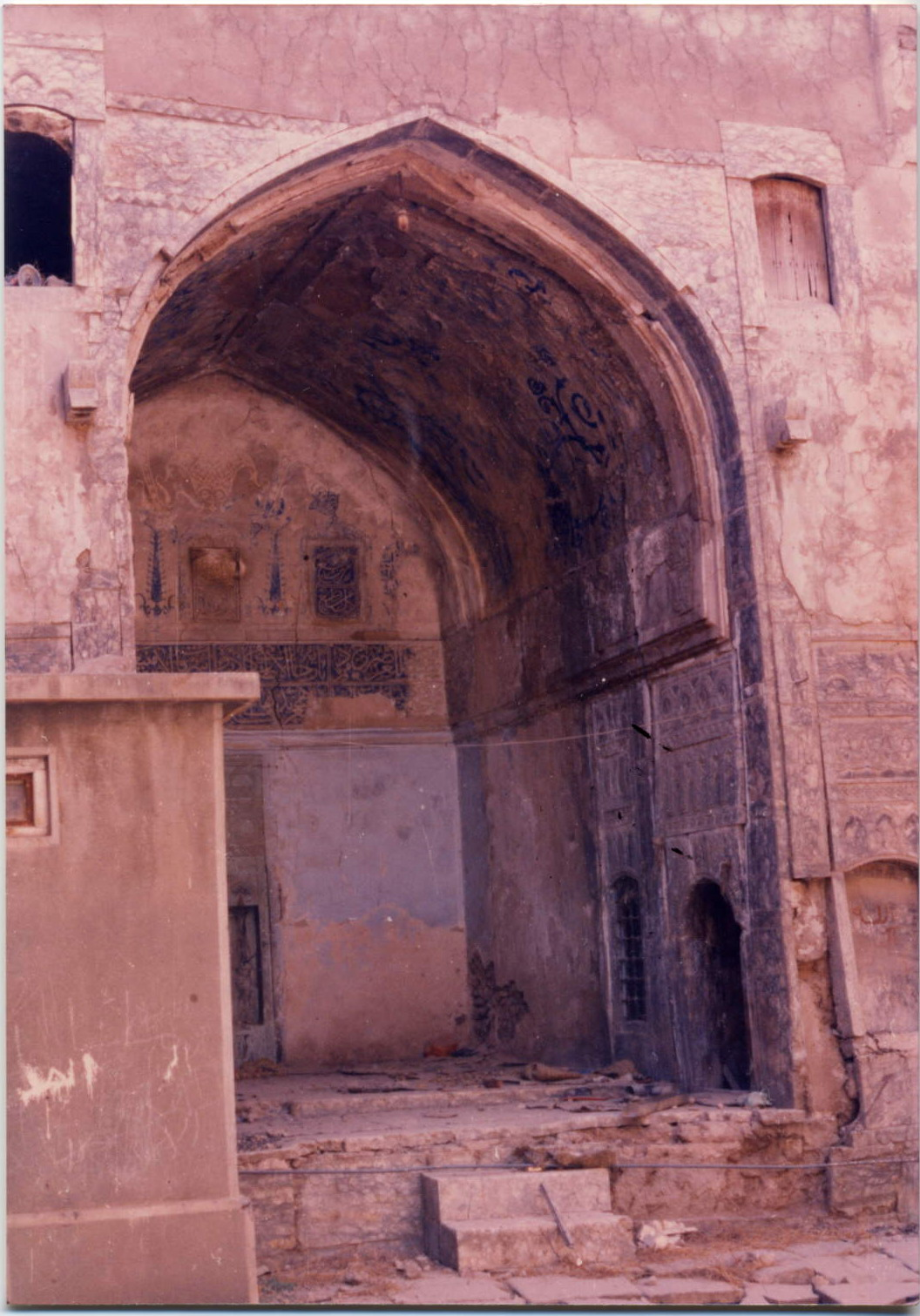
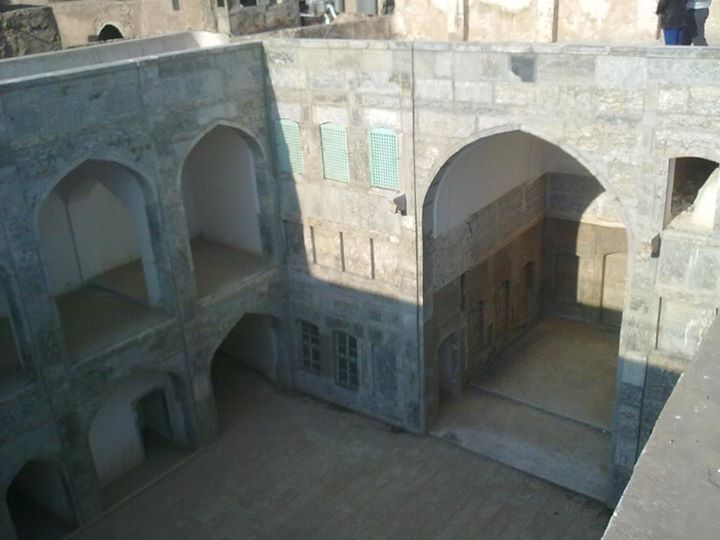
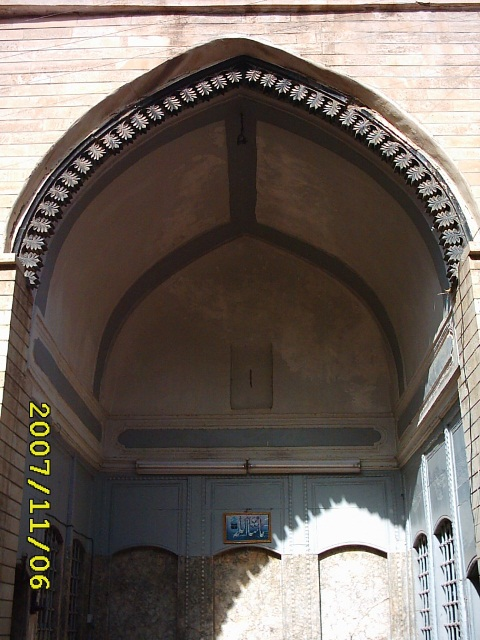

### الغرف
تقع على جانب الإيوان، هُناك غرفةً أو غُرفتان تطل عادة شبابيكها على الحوش أو على الإيوان لإستقبال الإضاءة أولاً والسيطرة على الحوش ثانياً لِكونه مسرح العائلة وتختلف الغُرف واحدةً عن الأُخرى فهُناك غرف صغيرة بحسب مساحة الدار وقسم مِنها تبرز في حوائطها عمق تُسمى (قبالي) وهذا العمق يوضع له رفوف وأبواب مُزججة تُخزن فيها حاجات البيت ويكون سقف الغرفة مبني من الآجر والجص وتُسمى بالعقدة وتطور بعد ذلك البناء وتم استخدام الشلمان أما أرضية الغرفة فتُبنى عادة إما من الجص الأملس أو يصف بالمرمر.

### غُرفة المؤنة
وهي غرفة صغيرةٌ تُبنى بِجوار المطبخ عندما يكون البيت صـغيراً ولا يتوفر فيه سرداب.

### الاخشيم
هُناك عدة أنواع من الاخشيم في البيت الموصلي وهي عبارةٌ عن فراغٍ يُترك بين الغرف ويكون ضيقاً ومُغلفاً وله فتحتان:
الأولى في السطح والثانية في الحـوش ويُستخدم لِحفظ مواد مُختلفة مِثل الحنطة أو وقود التنور.

### الرهرة
تختلف الرهره عن السرداب وتتصف بِالعمق القليل وتكون أكثر الأحيان مبلطة بالمرمر، والرهرة تقع تحت أحد الأجنحة في البيت وقد وجدت هناك ما يُسمى (بالزنبور) الذي يرتبط بمجرى أو تجويف اسطواني أو مكعب بين الرهرة والسطح وتستخدم عادة كَتيار هواء يُستفاد منه في فترة الصيف أو لِتبريد الماء بواسطة الإناء الفخاري، والرهرة أحياناً تُستخدم في الشتاء في حالة عدم إتساع البيت لِسُكانه كَغُرفة جلوس بعد أن توضع فيها الزوالي ومناضد
الفحم التي تُستخدم لتدفئة الرهرة وعمل الشاي والقهوة.

### السرداب
وهو مُشابه للرهرة ويكون أعمـق ويقع عادةً تحت حوش البيت أو على جوانبه فإذا كان تحت حوش البيت تكون الإضاءة والتهوية فوق سطح الحوش وتشكل بحدود أربع شبابيك أو اثنين حسب مساحة الحوش. وهناك إضاءة وتهوية جانبية تكون على جانب من البيت مُطلة قليلاً بارتفاع عن الحوش وتكون إما مُستطيلة أو نصف دائرة وفيها نقوش من الحديد للحماية، ويكون السرداب عادةً عميقاً وقسم من السراديب مصفوفة جدارها وأرضيتها بالمرمر والقسم الأخر بالجص ويمكن الدخول إليه بواسطة درج خاص به، ويُستخدم السرداب عادةً لعدة أغراض منه لِخزن الحبوب والمواد الغذائية وهُناك بعض السراديب تُستخدم لِتربية الحيوانات أو لمزاولة بعض الحرف فهو دافيء شتاءً ومُعتدل صيفاً ومُكيف لظروف المناخ.

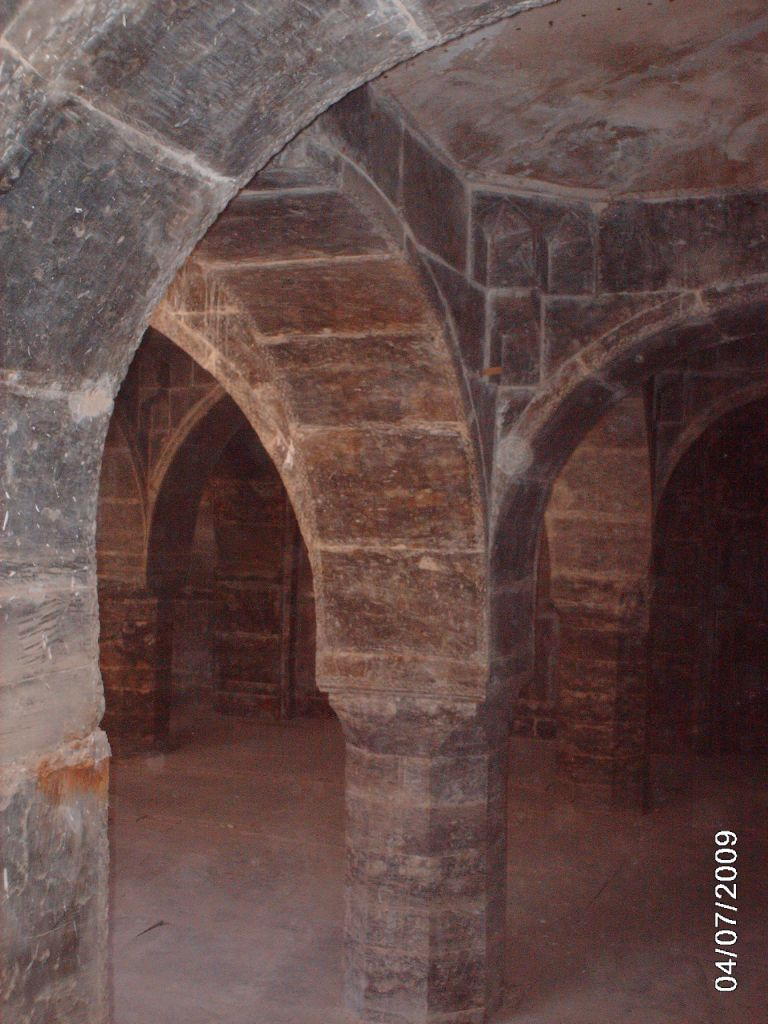
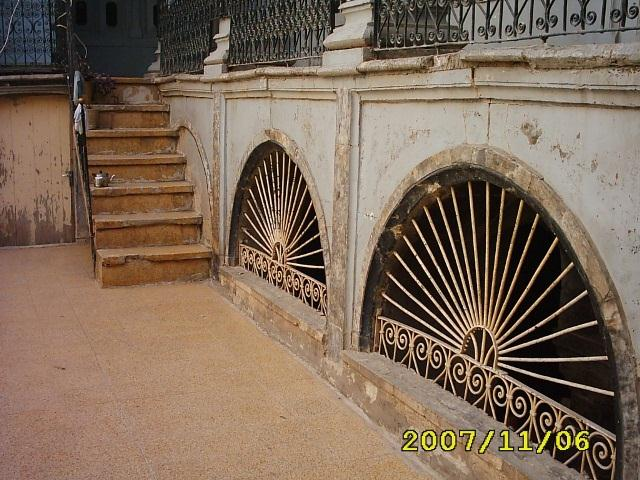

### السرداب المُعتم
وهو أعمق من السرداب ويكون امتداد له يقع في طرفه ويكون رطباً وبارداً في الصيف ويُسخدم كَمخزن أيضاً المواد الغذائية وشعـلة التنور
ملحقات أُخرى في البيت الموصلي مثل:
1. الخزانة التي تُلحق بِالغرف من داخلها ويكون سقفها مُنخفضاً.
2. العليا تنطلق من الخزانة درج إلى أعلى وتُسمى العليا.
3. مكان الوقود ويكون مكانه في موقع مناسب في البيت وعلى الأخص في سطح الدار تُبنى تلك المكان للتنور لِعمل الخبز، وهناك مكان آخر يُختار تحت الدرج أو في زاوية الحوش أو قرب القنطرة مكان (الاتفية).

مخطط بيت موصلي 1.

مخطط بيت موصلي 2.

## الزخرفة في البيت الموصلي

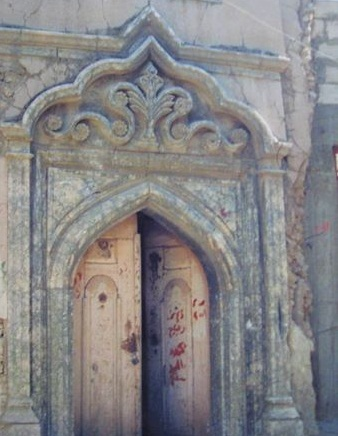
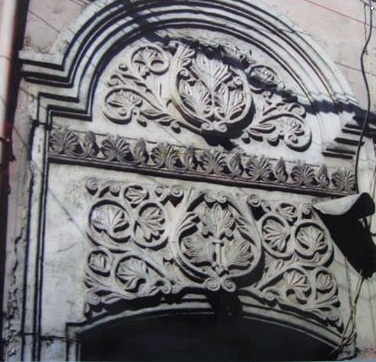
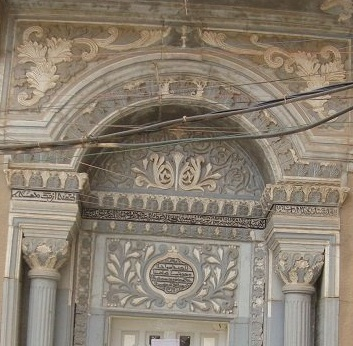

من خلال المصادر المكتبية والدراسة الميدانية لُوحِظ أنّ معظم البيوت الموصلية مثبتة ومؤطرة بالمرمر أو الجص المنسق وهناك أنواع من الزخارف منه:
1. الزخرفة الهندسية:
تشغل مساحة من البيت الموصلي خطوطها المنسجمة مع أُطر وحافات العناصر المعمارية المختلفة وتغلب عليها الوحدات المكونة من الأشكال الهندسية المتداولة كَالمُربع والدائرة والمثلث والأشكال النجمية.
2. الزخرفة النباتية:
تكثر في الأشرطة وداخل الساحات التي تحضرها الزخرفة الهندسية وترسم فيها الثمار وزهرة الربيع (البيبون) وأوراق العنب والتين.
3. الزخرفة المجردة:
يكون استخدمها محدود إلا في بعض الأشرطة والزواية والأطر.
4. الزخرفة الكتابية:
تُستخدم على شكل أشرطة وتكون نصوصها محدودة على شكل لوحات أو آيات قرآنية. أما الحيوانية فَتُرسم وجوه الأسود والنمور وعادة توضع على واجهات الدار.

## تزيين البيت الموصلي
تظهر الجمالية في البيت الموصلي من الباب الخارجي التي يبدو فيها الإبداع الموصلي في الزخارف على الرخام بِأشكال هندسية ونباتية وحيوانية أيضاً والباب يتم النقش عليه أيضاً ويُدق عليه مسامير برؤوس مدورة بِأشكال جمالية أما الغُرف الداخلية فَتُزين القمريات فيها بِقطع رُخامية مُخرمة وفيها زُجاج ملون تعكس ألوان جميلة كما يتم نقش آيات من القرآن الكريم أو من الشعر العربي على الرخام على الجدران.

## معرض صُوّر

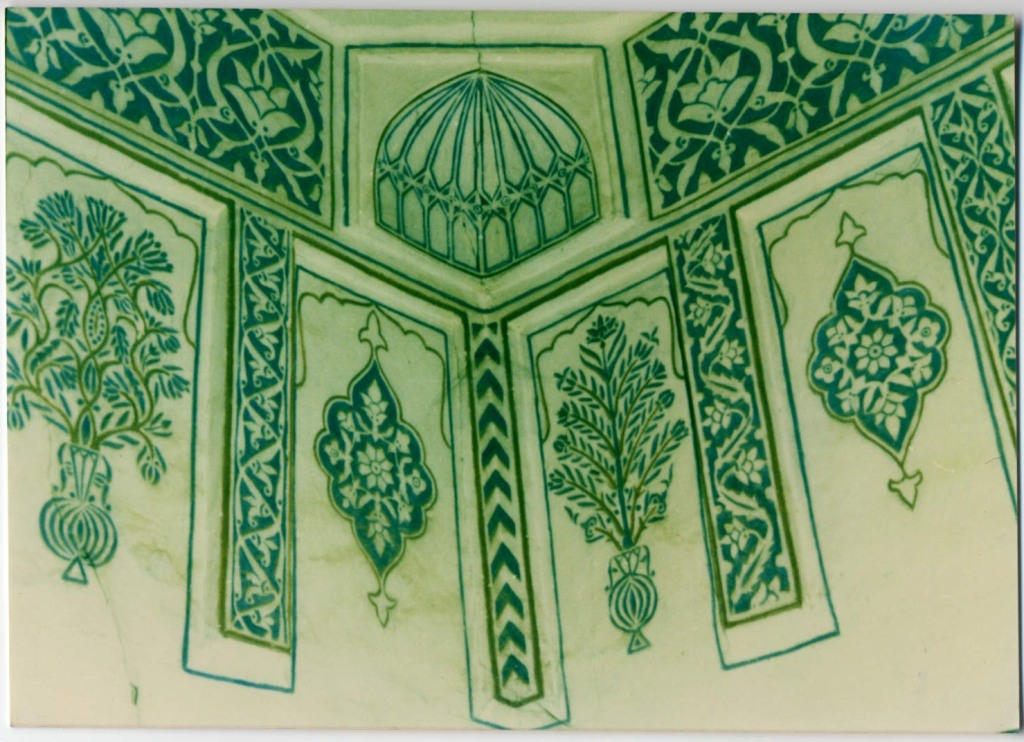
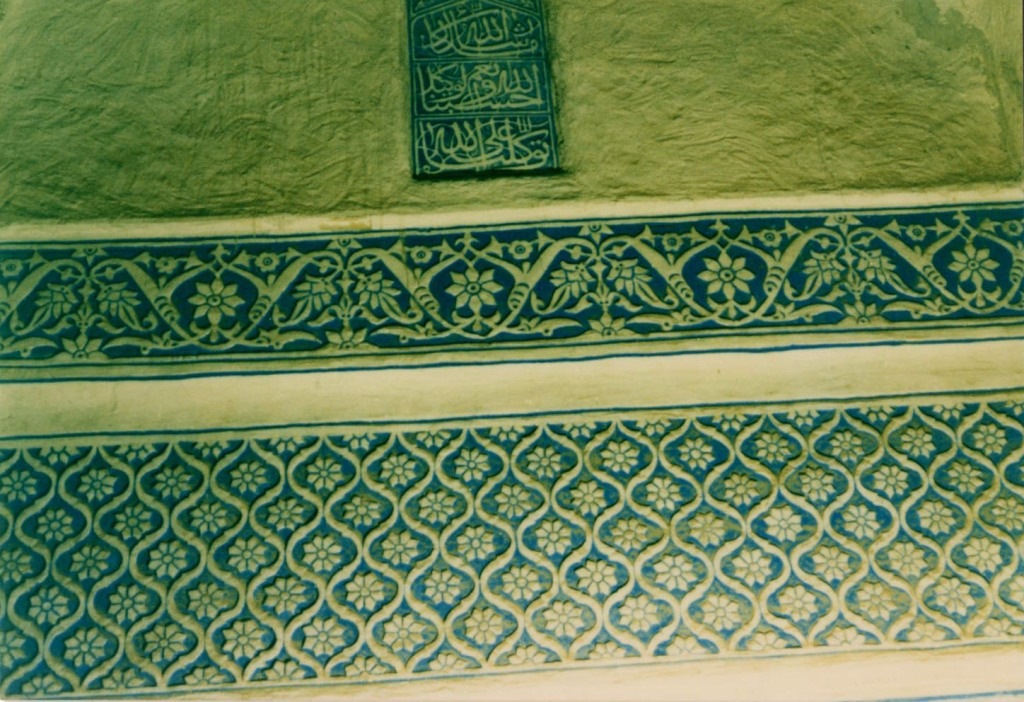
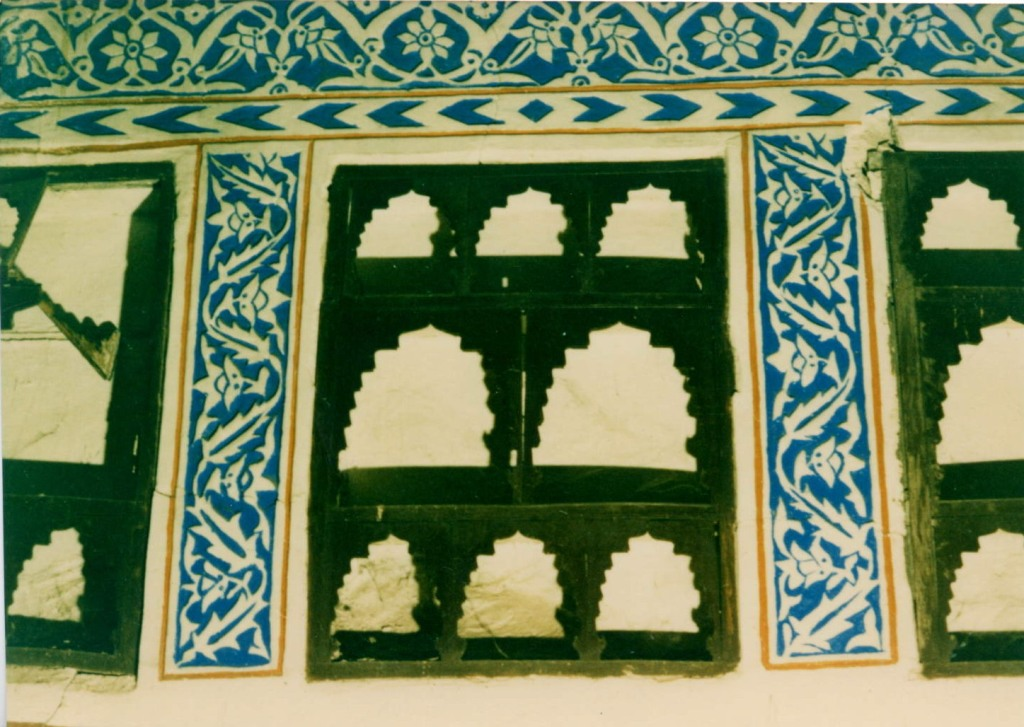
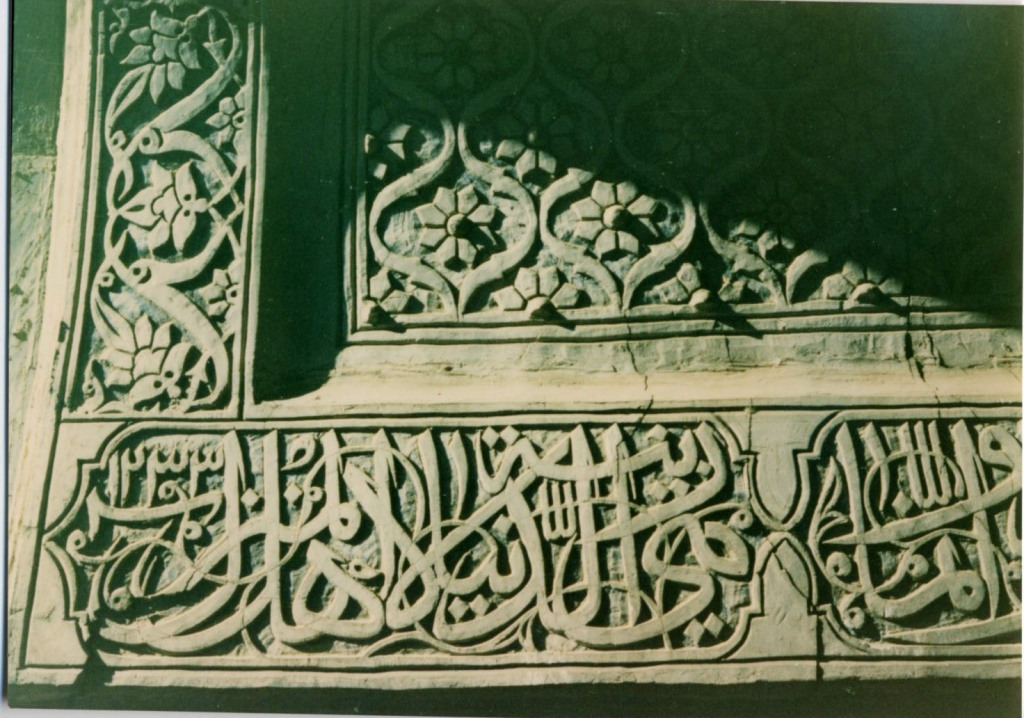
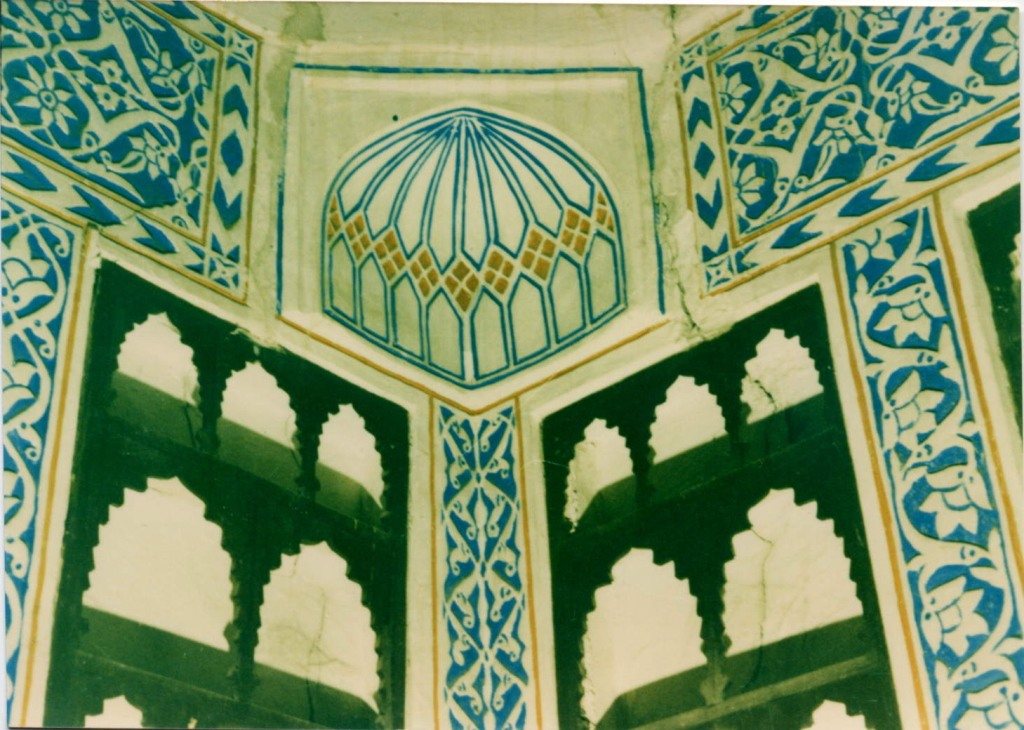
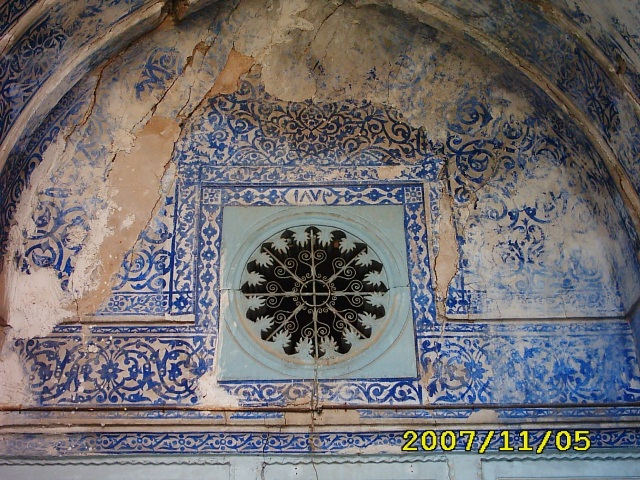
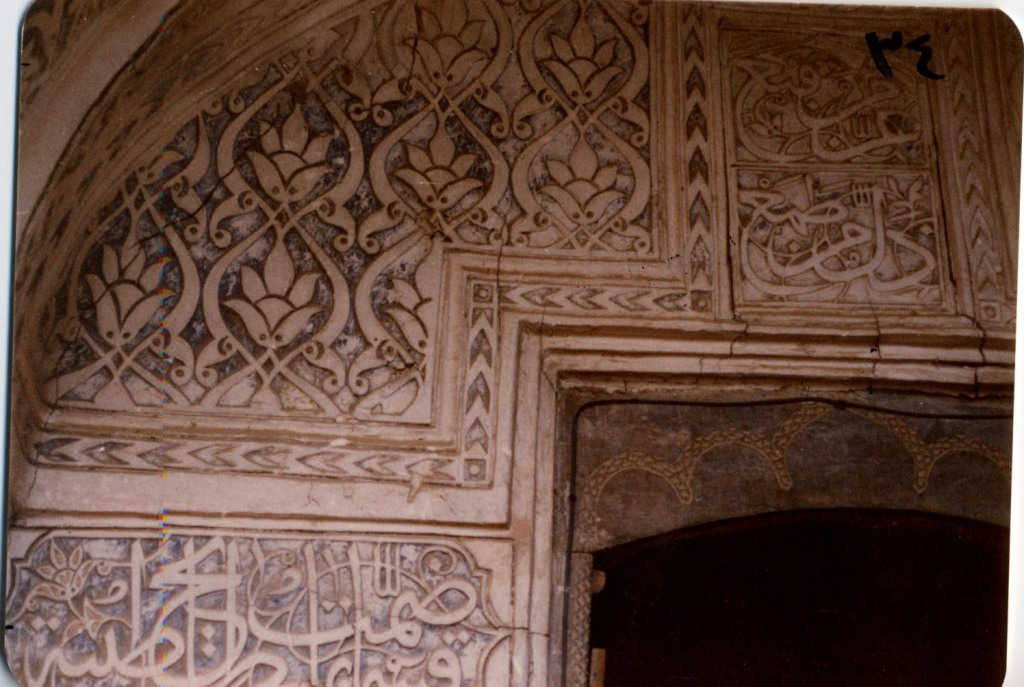
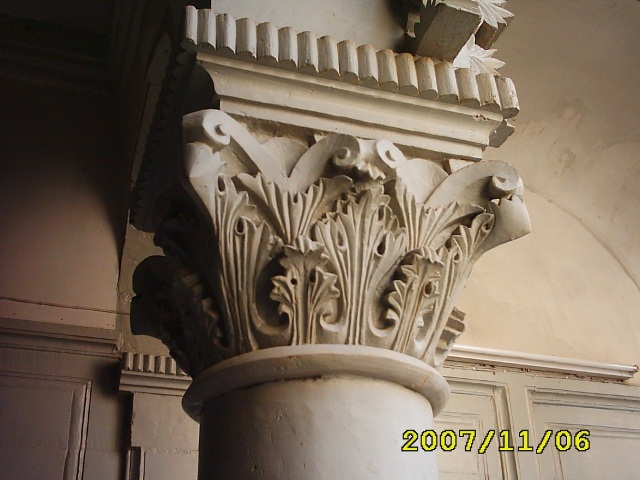
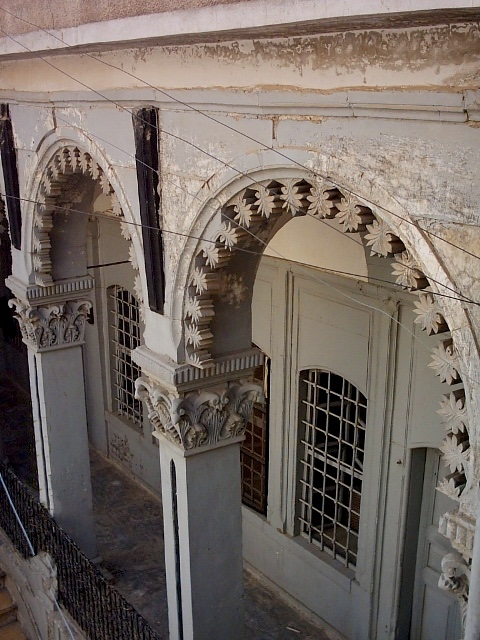
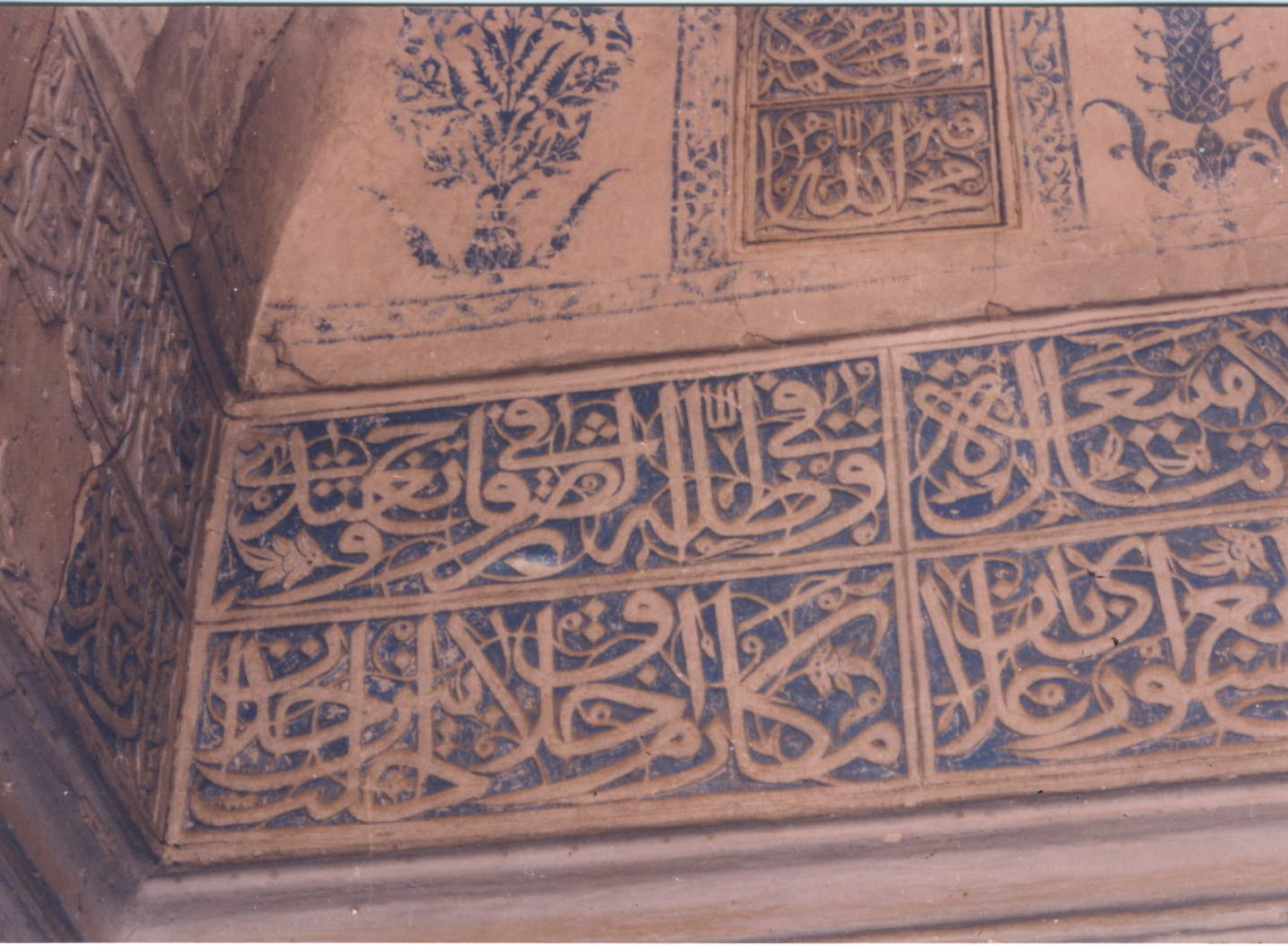
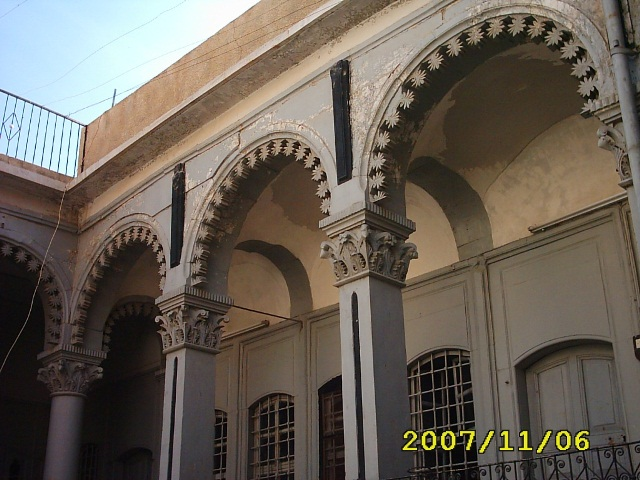
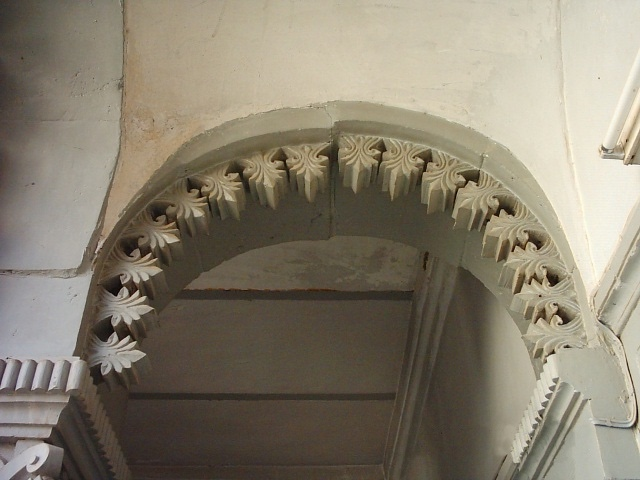
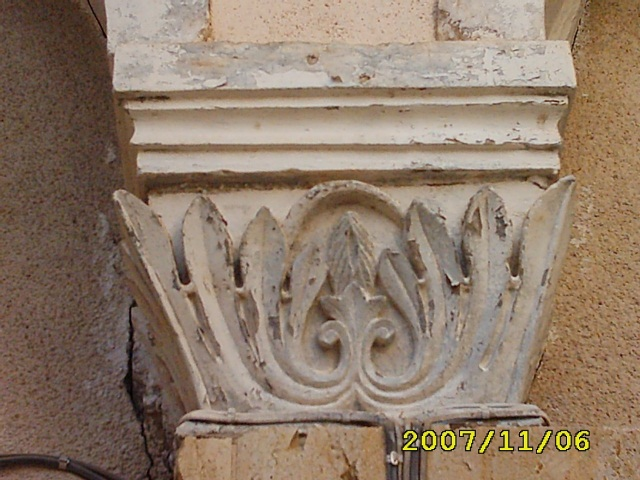
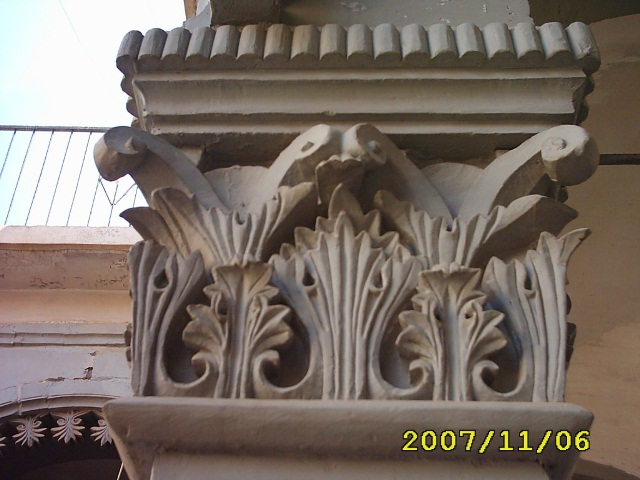